# Panagiotis Andreou
Panagiotis Andreou (griechisch Παναγιώτης Ανδρέου, * 3. Juni 1978 in Athen) ist ein griechischer Fusion- und Weltmusiker (E-Bass, auch Gesang).

## Leben und Wirken
Andreou wuchs in Athen auf und begeisterte sich früh für Musik. Seit seinem sechsten Lebensjahr hatte er klassischen Musikunterricht, zunächst Blockflöte, dann Klavier und schließlich Klarinette. Mit 16 Jahren spielte er als Bassist in diversen Coverbands Soulmusik und Salsa. Dann studierte er auf dem Konservatorium von Athen. Dort lernte er auch Bouzouki, die Hirtenflöte Floyera und Gesangsdarbietung, etwa im byzantinischen Chor; auch erkundete er Instrumente anderer Kulturen wie die Qena und die Panflöte. 1999 wechselte er an die Berklee School of Music, um dann seinen Master an der State University of New York zu absolvieren.
Andreou gehörte seit der Gründung 2001 zur Salsaband Gonzalo Grau y La Clave Secreta; 2009 erhielt er mit der Band eine Grammy-Nominierung für deren Album Frutero Moderno. Außerdem gewann er 2010 die Auszeichnung „Bester Latin-Jazz-Bassist des Jahres“ des Latin Jazz Corner. Mit Sebastian Noelle, Rainer Böhm und Martin Valihora legte er das Album Secret Sound Nation (Nolimit Records 2004) vor; mit dem Akkordeonisten Ivan Milev entstand das Album The Flight of Krali Marko (2006).
Weiterhin arbeitete er mit Hüsnü Şenlendirici
Andreou bildete 2006 gemeinsam mit Jason Lindner (zunächst mit Mark Guiliana, aktuell mit Justin Tyson am Schlagzeug) das Fusion-Trio Now vs. Now, mit dem er nach dem Debütalbum (2009) Earth Analogue (2013) und The Buffering Cocoon (2018) veröffentlichte (er gehörte auch zu Lindners Breeding Ground). Weiterhin ist er Mitglied der New York Gypsy All Stars, mit denen er zwei CDs vorlegte und ebenfalls durch Europa tourte. Daneben betrieb er eine griechische Band Syn…Phonia, in der er auch sang. Mit Sängerin Tammy Scheffer und Schlagzeuger Ronen Itzik gründete er 2014 das Trio Morning Bound. Als Bassist ist er auch auf Alben von Davide Tammaro, Chris Frangou, Manu Koch und Giorgi Mikadze (Georgian Microjamz 2020) zu hören.